# Trust (Zeitschrift)
Trust ist eine deutsche Musikzeitschrift für Punk, Hardcore Punk und Independent-Musik. Sie gilt als die älteste noch existierende Zeitschrift zu dieser Musikrichtung.

## Inhalt
Mit dem amerikanischen Maximumrocknroll-Fanzine als Vorbild erschien das Fanzine Trust erstmals 1986. Ähnlich wie das Maximumrocknroll die weltweite Punkszene vernetzte, startete das Trust mit dem Ziel, die deutsche Punk- und Hardcoreszene durch ein erstmals regelmäßig erscheinendes Printmedium zu vernetzen. Mitglieder der Gründungscrew waren Thomasso Schultze, Mitch Alber, Armin Hofman, Dolf Hermannstädter, Anne Ullrich und Moses Arndt (der 1988 das Trust verließ, um sein eigenes Fanzine Zap herauszugeben). Dolf Hermannstädter ist seit Trust # 1 / 1986 der Herausgeber des Fanzines. Seit 1986 erscheint es alle zwei Monate. Seit etwa 10 Jahren ist das Magazin auch an Bahnhofshandlungen erhältlich.
Das Magazin beschäftigt sich mit aller Art von Underground-Musikstilen, wobei der Schwerpunkt auf dem Punk-, Hardcore-Punk- und Alternative-Rock-Bereich liegt und vor allem über unbekanntere Künstler abseits des Mainstreams berichtet wird. So wurden später erfolgreiche Künstler wie At The Drive-In, Nirvana, The Gossip und viele andere lange vor ihrem großen Durchbruch vom Trust unterstützt. Neben ausführlichen Interviews hat jede Ausgabe auch Hintergrundartikel aus den Bereichen Musikindustrie, Politik, Tierrechte oder Independent-Szene. Wie im Punkbereich üblich, enthält das Heft persönliche Kolumnen der Mitarbeiter und eine umfangreiche Review-Sektion. Auf der Homepage des Magazins gibt es ein Archiv mit Interviews aus der Geschichte des Trust.
1987 erschien ein Fotozine in Zusammenarbeit mit dem größten amerikanischen Punkfanzine Maximumrocknroll. Zum 10-jährigen Jubiläum erschien eine Kompilation, auf der unter anderem Fischmob, Guts Pie Earshot und Trümmer sind Steine der Hoffnung vertreten waren.